# Kankerimmunotherapie
Kankerimmunotherapie is een relatief nieuwe behandeling van kanker, door middel van immunotherapie. Het is een kunstmatige manier om het eigen immuunsysteem te stimuleren om kanker te bestrijden. Er zijn verschillende soorten immunotherapie.
Immunotherapie is kostbaar, omdat medicijnen individueel moeten worden aangemaakt.

## Verschillende immunotherapieën

### Monoklonale antilichamen
Monoklonale antilichamen zijn eiwitten die zich kunnen hechten aan specifieke aangrijpingspunten (receptoren) op de kankercel. De verschillende aangrijpingspunten waarop monoklonale antilichamen zich kunnen hechten zijn:
- EGFR/HER: Binding aan dit aangrijpingspunt zorgt voor remming van de celgroei kan zorgen voor celdood (apoptose).
- VEGF: Binding aan dit aangrijpingspunt zorgt voor vermindering van aanmaak van nieuwe bloedvaten (angiogenese), hierdoor kan de kanker minder snel groeien.
- PD1 of PD-1: Binding aan dit aangrijpingspunt zorgt voor een T-cel respons waardoor uiteindelijk de cel wordt gedood.
- CD20 op B-cellen: Dit zorgt voor het aantrekken van NK-cellen, macrofagen en monocyten wat ervoor zorgt dat de cel wordt gedood.[3]

Er zijn veel verschillende soorten monoklonale antilichamen. Deze werken niet bij elke kanker. Er zijn verschillende kankersoorten waarbij monoklonale antilichamen kunnen werken. Vaak zijn er ook aanvullende voorwaarden waar aan moet worden voldaan. Zo moet de kankercel gevoelig zijn voor de therapie en is de therapie niet altijd een eerstelijnsbehandeling. 
| Stofnaam               | Merknaam                       | Indicatie                                                                            |
| ---------------------- | ------------------------------ | ------------------------------------------------------------------------------------ |
| atezolizumab           | Tecentriq                      | Blaaskanker                                                                          |
| avelumab               | Bavencio                       | Merkelcelcarcinoom                                                                   |
| bevacizumab            | Avastin                        | Darmkanker, longkanker, Baarmoederhalskanker, borstkanker en nierkanker              |
| blinatumomab           | Blincyto                       | Leukemie                                                                             |
| brentuximab vedotine   | Adcetris                       | Leukemie                                                                             |
| cetuximab              | Erbitux                        | Darmkanker                                                                           |
| daratumumab            | Darzalex                       | Botkanker (multipel myeloom)                                                         |
| durvalumab             | Imfinzi                        | Longkanker                                                                           |
| elotuzumab             | Empliciti                      | Botkanker (multipel myeloom)                                                         |
| inotuzumab ozogamicine | Besponsa                       | Leukemie                                                                             |
| ipilimumab             | Yervoy                         | Melanoom                                                                             |
| necitumumab            | Portrazza                      | Longkanker                                                                           |
| nivolumab              | Opdivo                         | Longkanker, nierkanker, nierkanker en huidkanker (plaveiselcelcarcinoom en melanoom) |
| obinutuzumab           | Gazyvaro                       | Leukemie                                                                             |
| ofatumumab             | Arzerra                        | Leukemie                                                                             |
| olaratumab             | Lartruvo                       | Sarcoom                                                                              |
| panitumumab            | Vectibix                       | Darmkanker                                                                           |
| pembrolizumab          | Keytruda                       | Urotheelcelkanker, longkanker, hoofd-halstumoren, melanoom en hodgkin lymfoom        |
| pertuzumab             | Perjeta                        | Borstkanker                                                                          |
| ramucirumab            | Cyramza                        | Maagkanker, longkanker en darmkanker                                                 |
| rituximab              | MabThera, Rixathon en Truxima  | Leukemie, non-hodgkinlymfoom                                                         |
| trastuzumab            | Herceptin, Herzuma en Kanjinti | Borstkanker en maagkanker                                                            |
| trastuzumab-emtansine  | Kadcyla                        | Borstkanker                                                                          |